# Kostel svatého Michaela archanděla ve Wieluni
Kostel svatého Michaela archanděla ve Wieluni, polsky Kościół św. Michała Archanioła w Wieluniu nebo Fundamenty wieluńskiej fary, jsou ruiny římskokatolického kostela svatého Michaela archanděla v centru města Wieluń v okrese Wieluń v Polsku. Geograficky se také nachází v mezoregionu Wysoczyzna Złoczewska v Lodžském vojvodství.

## Historie a popis místa
Kostel byl postaven ve 13. století vedle starého rynku. V roce 1419 byl povýšen na kolegiátní kostel. Následně mu bylo uděleno druhé svěcení Navštívení Panny Marie. Kostel byl několikrát rozšířen. Od roku 1820 byl zároveň i kostelem farním. V roce 1824 byl vydán dekret o zrušení kolegiátního kostela. Po velkém požáru v roce 1858 byl kostel přestavěn a postavena věž. V roce 1862 byly do věže umístěny tři zvony a v roce 1893 byly instalovány věžní hodiny. V první den druhé světové války (1. září 1939) byl kostel a fara bombardováním Luftwaffe značně poškozeny. V roce 1940 byl kostel Němci vyhozen do povětří a později do základů rozebrán. V letech 1988-1991 byly odkryty, zakonzervovány a částečně dostavěny základy kostela.

### Zvonička
K ruinám byla umístěna také malá zvonička se zvonem odlitým v roce 2019 a vysvěceným k výročí 80. let od bombardování kostela a začátku druhé světové války.

## Galerie

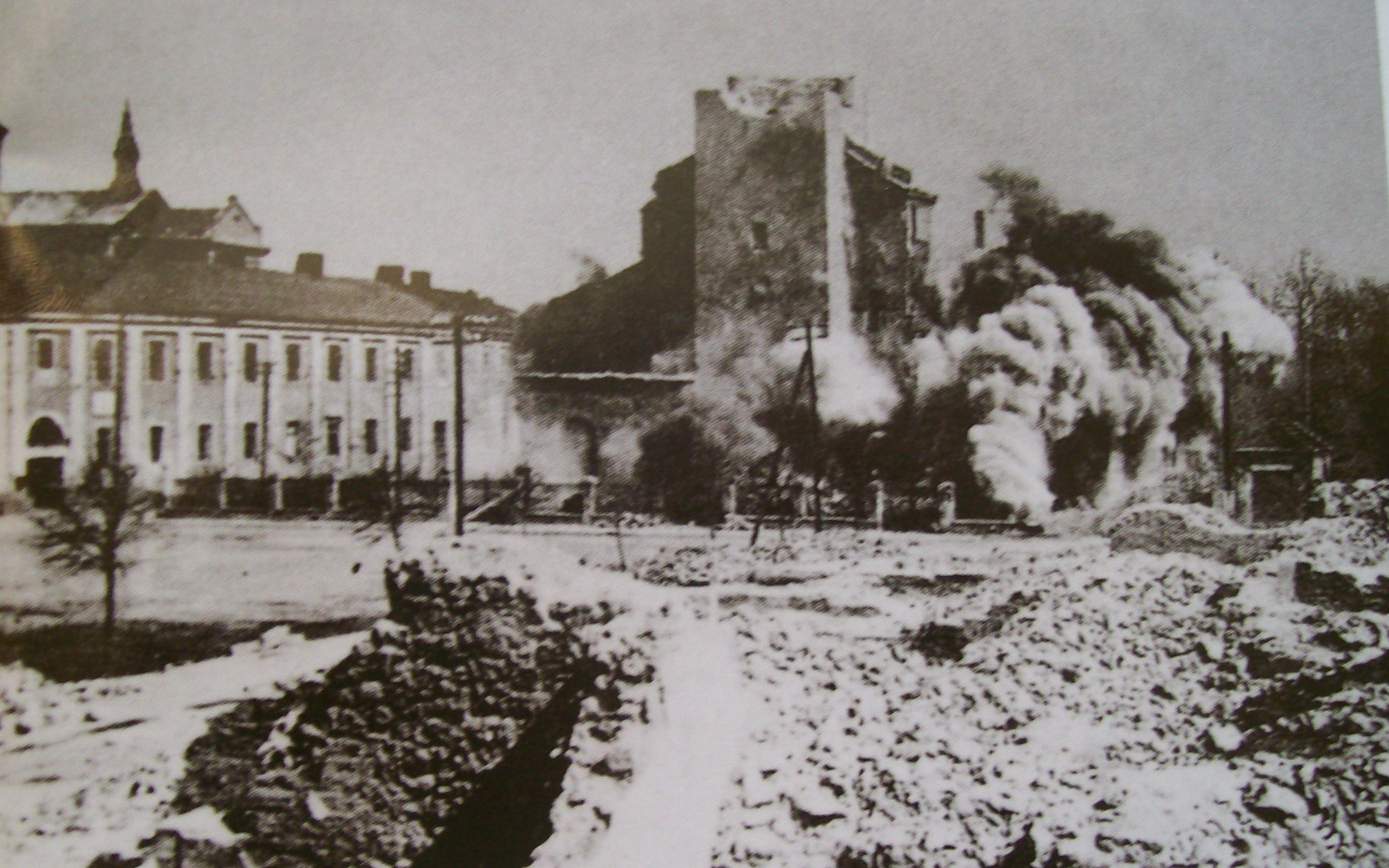
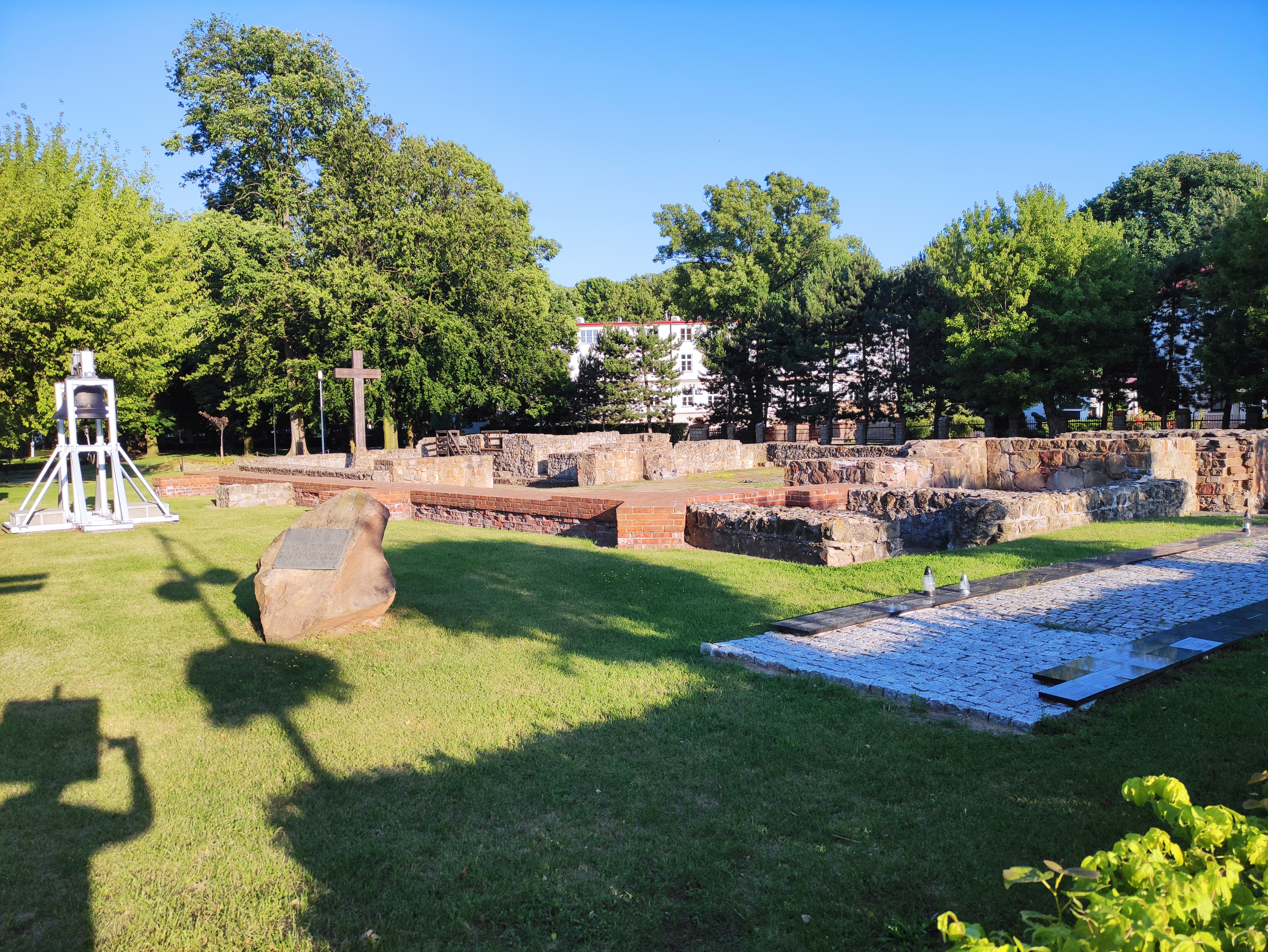
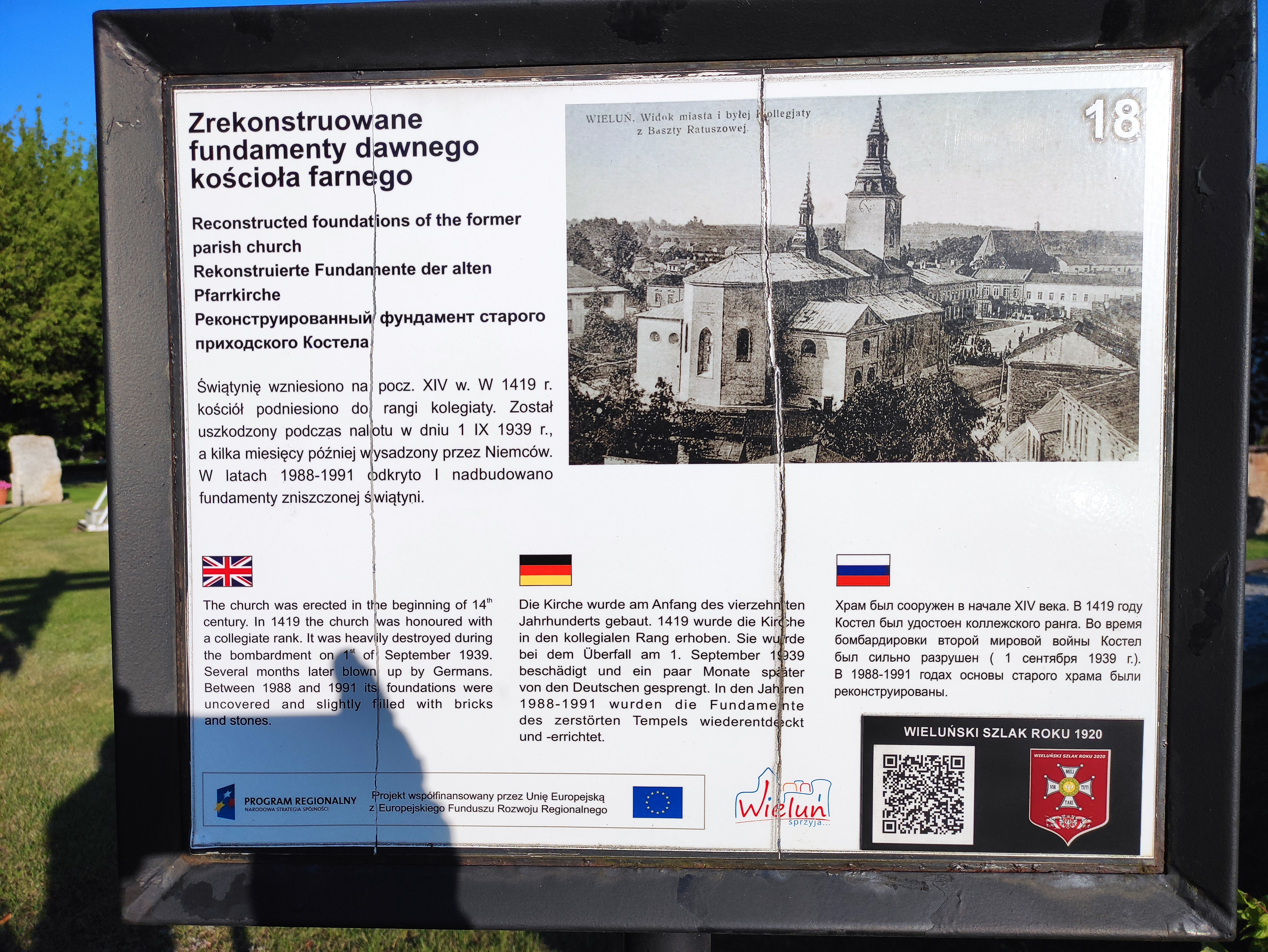
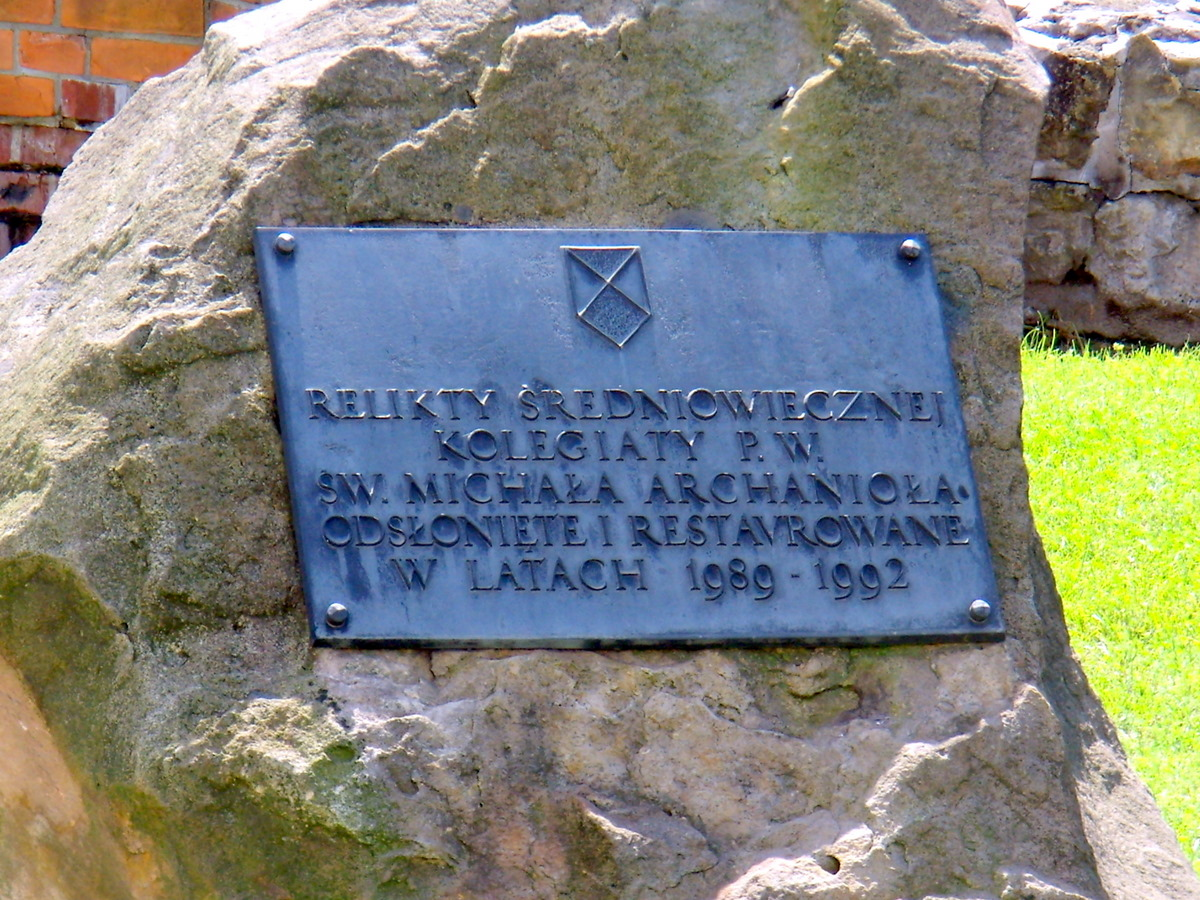

## Další informace
Místo je celoročně volně přístupné.